# كروية الأرض

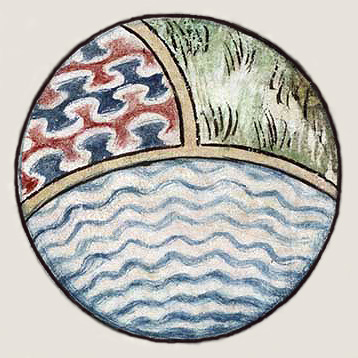
تمثيل فني لكروية الأرض مرتبط بالعصور الوسطى - مع وجود أقسام تمثل الأرض والهواء والماء (1400 م).

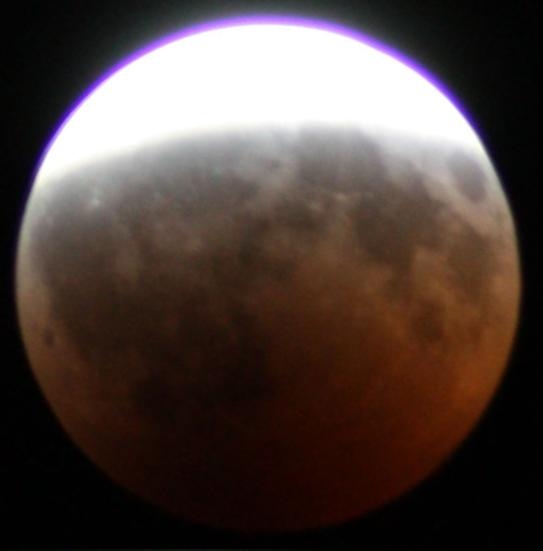
خسوف جزئي للقمر حصل في 16 آب 2008 يبين حافة ظل كوكب الأرض على سطح القمر وهو الشكل الذي استنتج منه الفلكيون سابقا كروية الأرض

يرجع تاريخ أول ذكر موثق لمفهوم الأرض الكروية إلى حوالي القرن الخامس قبل الميلاد، عندما ذكرها الفلاسفة اليونانيون القدماء. ولكنها ظلت أمرًا من أمور التخمين الفلسفي حتى القرن الثالث قبل الميلاد عندما أسس علم الفلك الهلنستي الشكل الكروي للأرض كنظرية فلسفية. تم قبول النموذج الهلنستي بصورة تدريجية في جميع أنحاء العالم القديم أثناء أواخر العصور القديمة والعصور الوسطى.
تم إنجاز وصف عملي للأرض عن طريق فرديناند ماجلان ورحلات الطواف التي قام بها خوان سيباستيان إكلانو (1519−1521).
حل مفهوم كروية الأرض محل المعتقدات القديمة بـ سطحية الأرض: في أساطير بلاد ما بين النهرين المبكرة، حيث تم تصوير العالم على أنه قرص مسطح يطوف في المحيط ومحاط بسماء كروية،  ويشكل هذا المفهوم الافتراض الذي قامت عليه الخرائط العالمية الأولى مثل تلك الخاصة بـ أناكسيماندر وهيكاتيوس من ميليتس. أما التصورات الأخرى عن شكل الأرض، فتتضمن أنها عبارة عن زقورة أو جبل كوني يتكون من سبع طبقات، مشار إليها في الأفستا وكتابات الفرس القديمة (انظر الأقاليم السبعة) أو العجلة أو القدر أو الطائرة ذات الأربعة أركان المشار إليها في رجفدا.
يرجع تاريخ إدراك شكل الأرض والذي يوصف بصورة أكبر دقة على أنها مفلطحة إلى القرن الثامن عشر (موبيرتيوس).
في أوائل القرن التاسع عشر، تم تحديد تسطح إهليليجية الأرض على أن تكون من 1/300 (ديلامبر وإيفرست). وتقترب القيمة الحديثة وفقًا لما تحدده وزارة الدفاع الأمريكية النظام الجيوديسي العالمي منذ ستينيات القرن العشرين من 1/298.25.

## معلومات تاريخية

### الإغريق
وفقا للكاتب ديوجانس اللايرتي «كان فيثاغورث أول إغريقي تكلم عن كروية الأرض، ومع ذلك فقد عزا ثاوفرسطس هذا إلى بارمينيدس، وعزاه زينون الإيلي إلى هسيود.»
على الرغم من أن أقرب دليل على كروية الأرض يأتي من المصادر اليونانية القديمة، فليس هناك دليل على كيفية اكتشاف كروية الأرض. من التفسيرات المقبولة هو أن «تجربة المسافرين التي اقترحت مثل هذا التفسير للاختلاف في الارتفاع الملحوظ والتغير في نطاق نجوم القطبية وهو التغيير الذي كان جذريًا جدًا بين المستوطنات اليونانية» في جميع أنحاء شرقالبحر المتوسط، وبالتحديد بين دلتا النيل وشبه جزيرة القرم.

#### الفلك فيالعصر الهلنستي
إراتوستينس
إراتوستينس، فلكي يوناني من العصر الهلنستي ليبيا (276–194 قبل الميلاد)، قدر محيط الأرض في 240 قبل الميلاد تقريبا. كان قد سمع أن الشمس في أسوان تكون مباشرة فوق الرأس عند الانقلاب الصيفي بينما تكون لا تزال تظهر ظلا في الاسكندرية. باستعمال اختلاف الزوايا التي يصنعها الظل كمبادئ في حساباته المثلثية قدر محيط الأرض بنحو 250,000 ستاديا. طول الستاديا غير معلوم بدقة، لكن خطأ اراتوستينس النسبي كان بحدود 5 إلى 15%. استعمل اراتوستينس تقديرات وتقريبات معتمدا على طول الاستاديا وكانت النتائج بما يعادل اليوم 40008 كيلومتر.
بعد 17 قرنا على اراستونتينس، درس كولومبس ملاحظات اراتستينس قبل الإبحار غربا. لكنه رفض أفكار ارتستونيس بشدة وفضل خرائط وحجج أخرى فسرت محيط الأرض بأقل من الحقيقي بالثلث تقريبا.
سلوقس السلوقي
عاش سلوقس السلوقي ( 190 قبل الميلاد)، في مدينة سلوقية في بلاد الرافدين، كتب أن الأرض كروية (بل وتدور حول الشمس، متأثرا بنظرية مركزية الشمس لـأرسطرخس الساموسي).
بوسيدونيوس
آمن بوسيدونيوس (135 – 51 قبل الميلاد) بطريقة إراتوستينس، ولكن من خلال ملاحظة نجم سهيل، بدلا من الشمس في عملية حساب محيط الأرض. في الجغرافيا لبطليموس، فقد كانت نتائجه أفضل من نتائج إراتستونيس. ذهب بوسيدونيوس أبعد من ذلك وقدر بعد الشمس نسبة إلى نصف قطر الأرض.

### المسلمون
تطور علم الفلك الاسلامي على أسس كروية الأرض التي أخذت عن علم الفلك اليوناني القديم. اعتمدت الأعمال الإسلامية النظرية بشكل كبير على مبادئ أرسطو وبطليموس، كلاهما بنى أفكاره على أساس كروية الأرض ومركزيتها للكون (نموذج مركزية الأرض)،  وقد قال محمد بن أحمد الخوارزمي: «الأرض في وسط السماء، والوسط هو السّفل بالحقيقة، والأرض مدوّرة بالكلية، مضرّسة بالجزئية من جهة الجبال البارزة والوهدات الغائرة، ولا يخرجها ذلك من الكريّة، إذا وقع الحسّ منها على الجملة، لأن مقادير الجبال، وإن شمخت، صغيرة بالقياس إلى كل الأرض، ألا ترى أن الكرة التي قطرها ذراع أو ذراعان إذا نتأ منها كالجاورسات وغار فيها أمثالها، لم يمنع ذلك من إجراء أحكام المدوّر عليها بالتقريب؟ ولولا هذا التّضريس، لأحاط بها الماء من جميع الجوانب وغمرها حتى لم يكن يظهر منها شيء، فإن الماء وإن شارك الأرض في الثّقل وفي الهويّ نحو السفل، فإن بينهما في ذلك تفاضلا يخف به الماء بالإضافة إلى الأرض، ولهذا ترسب الأرض في الماء وتنزل الكدورة إلى القرار، فأما الماء فإنه لا يغوص في نفس الأرض، بل يسوخ فيما تخلخل منها واختلط بالهواء، والماء إذا اعتمد على الهواء المائي للتخلخل نزل فيها وخرج الهواء منها، كما ينزل القطر من السحاب فيه، ولمّا برز من سطح الأرض ما برز، جاز الماء إلى الاعماق، فصار بحارا، وصار مجموع الماء والأرض كرة واحدة يحيط بها الهواء من جميع جهاتها، ثم احتدم من الهواء ما مسّ فلك القمر بسبب الحركة وانسحاج المتماسين، فهو إذا النار المحيطة بالهواء متصاغرة القدر في الفلك إلى القطبين لتباطؤ الحركة فيما قرب منهما».
المأمون
في 830 ميلادية، دعا الخليفة المأمون مجموعة من الفلكيين الإسلاميين والجغرافيين لقياس المسافة من تدمر إلى الرقة في سوريا. وجد العلماء بأن المدينيتين تفصلان بعضهما درجة خط عرض واحدة قوس الزوال (فرق خط الطول) بحدود 662⁄3 ميل عربي ومن ثم قاسوا محيط الأرض ليصبح 24,000 ميل.
في تقدير آخر قدمه الفلكيون له كان 562⁄3 مِيلًا عربيًّا (111.8 km) لكل درجة وهو يوافق 40,248 كيلومتر، قيم قريبة جدا من القيم المعاصرة حاليا 111.3 كم لكل درجة من 360 درجة و40,068 كم محيطا، على التوالي.
وهذا القياس قريب من الحقيقة دال على ما كان للعلماء العرب من الباع الطويل في الأرصاد وأعمال المساحة ويذكر كارلو نلينو: (أن قياس العرب هو أول قياس حقيقي أجري كله مباشرة مع ما أقتضته تلك المساحة من المدة الطويلة والصعوبة والمشقة واشتراك جماعة الفلكيين والمساحين في العمل فلابد من عد ذلك القياس من أعمال العرب العلمية المجيدة والمأثورة)، وذكر سند بن علي أن الخليفة المأمون أمره هو وخالد بن عبد الملك المروالروذي أن يقيسا مقدار درجة من أعظم دائرة من دوائر سطح الأرض فسارا إلى جهة تدمر، وقد ورد الكتابان من الناحيتين المذكورتين في وقت واحد بقياسين متفقين، وهناك رواية أخرى ذكرها ابن خلكان ملخصها ان المأمون كان مغرما بعلوم الأوائل وتحقيقها ورأى فيها أن دور كرة الأرض أربعة وعشرون ميلا واراد أن يقف على حقيقة ذلك فقال لبني موسى أريد منكم أن تعلموا الطريق الذي ذكره المتقدمون حتى نبصر هل يتحرر أم لا، فأخذوا معهم جماعة ممن يثق المأمون إلى أقوالهم ويركن إلى معرفتهم بعلم الفلك وخرجوا إلى أرض سنجار شمال الموصل ثم سيرهم إلى أرض الكوفة كما فعلوا في سنجار فتوافق كلا الحسابان الفلكيان فعلم المأمون صحة ما حرره القدماء، وهذا القياس يدل إلى دور العلماء المسلمون في تطور علوم الفلك بعهد الدولة العباسية.
الفرغاني
كان الفرغاني فلكيا فارسيا مسلما من القرن التاسع الميلادي وكان قد قاس قطر الأرض الذي بدأه المأمون. كانت تقديراته بحدود (562⁄3 ميلًا عربيًّا لكل درجة مِن 360 درجة) أدق نسبيا من التقديرات الرومانية التي كانت 602⁄3 ميل روماني تقريبا (89.7 كم). استعمل كرستوفر كولمبس أرقام الفرغاني وعاملها على أنها بالميل الروماني بدل الميل العربي لإثبات حجم أصغر للأرض من ذلك الذي قدره بطليموس.
البيروني

طريقة البيروني لحساب نصف قطر الأرض

لجأ أبو الريحان البيروني (973–1048) لطريقة جديدة لحساب محيط الأرض، وتوصل بها إلى قيمة قريبة من القيمة الحالية لمحيط الأرض. كانت تقديراته بحدود 6,339.9 كم لنصف قطر الأرض وكانت أقل فقط بحوالى 16.8 كم مِن القيمة الدقيقة المعاصرة 6,356.7 كم. بخلاف سابقيه، طور البيروني طريقة جديدة باستعمال حسابات النسب المثلثية بناء على الزوايا بين السهل وقمة الجبل.

#### آراء الفقهاء
نقل العديد من فقهاء المسلمين الإجماع على أن الأرض كروية، قال شيخ الإسلام ابن تيمية:
| كروية الأرض | وكذلك أجمعوا على أن الأرض بجميع حركاتها من البر والبحر مثل الكرة. قال: ويدل عليه أن الشمس والقمر والكواكب لا يوجد طلوعها وغروبها على جميع من في نواحي الأرض في وقت واحد، بل على المشرق قبل المغرب | كروية الأرض |

وقال الإمام ابن حزم:
| كروية الأرض | إنّ أحداً من أئمة المسلمين المستحقين لاسم الإمامة بالعلم رضي الله عنهم لم ينكروا تكوير الأرض، ولا يحفظ لأحد منهم في دفعهِ كلمة، بل البراهين من القرآن والسنة قد جاءت بتكويرها | كروية الأرض |

وقال الشيخ المفيد :
| كروية الأرض | القول في الأرض وهيئتها وهل هي متحركة أو ساكنة؟ أقول: إن الأرض على هيئة الكرة في وسط الفلك وهي ساكنة لا تتحرك، | كروية الأرض |

وتناول الإمام الغزالي (المتوفى سنة 505هـ) في كتابه تهافت الفلاسفة موقف علماء الطبيعة من ظاهرتي الخسوف والكسوف، مما يدل على اقتناع الفقهاء بكروية الأرض في عصور متقدمة نسبياً، يقول الإمام الغزالي: ومع هذا زعم أنه يعلم الكسوف وجميع صفاته وعوارضه ولكن علماً هو يتصف به في الأزل ولا يختلف، مثل أن يعلم مثلاً أن الشمس موجودة وأن القمر موجود، فإنهما حصلا منه بواسطة الملائكة التي سموها باصطلاحهم عقولاً مجردة، ويعلم أنها تتحرك حركات دورية، ويعلم أن بين فلكيهما تقاطع على نقطتين هما الرأس والذنب، وأنهما يجتمعان في بعض الأحوال في العقدتين فينكسف الشمس أي يحول جرم القمر بينهما وبين أعين الناظرين فيستتر الشمس عن الأعين، وأنه إذا جاوز العقدة مثلاً بمقدار كذى وهو سنة مثلاً فإنه ينكسف مرة أخرى وأن ذلك الإنكساف يكون في جميعه أو ثلثه أو نصفه وأنه يمكث ساعة أو ساعتين، وهكذا إلى جميع أحوال الكسوف وعوارضه، فلا يعزب عن علمه شيء، ولكن علمه بهذا قبل الكسوف وحالة الكسوف وبعد الانجلاء على وتيرة واحدة لا يختلف ولا يوجب تغيراً في ذاته.